# اولدزموبیل کاستم کروزر

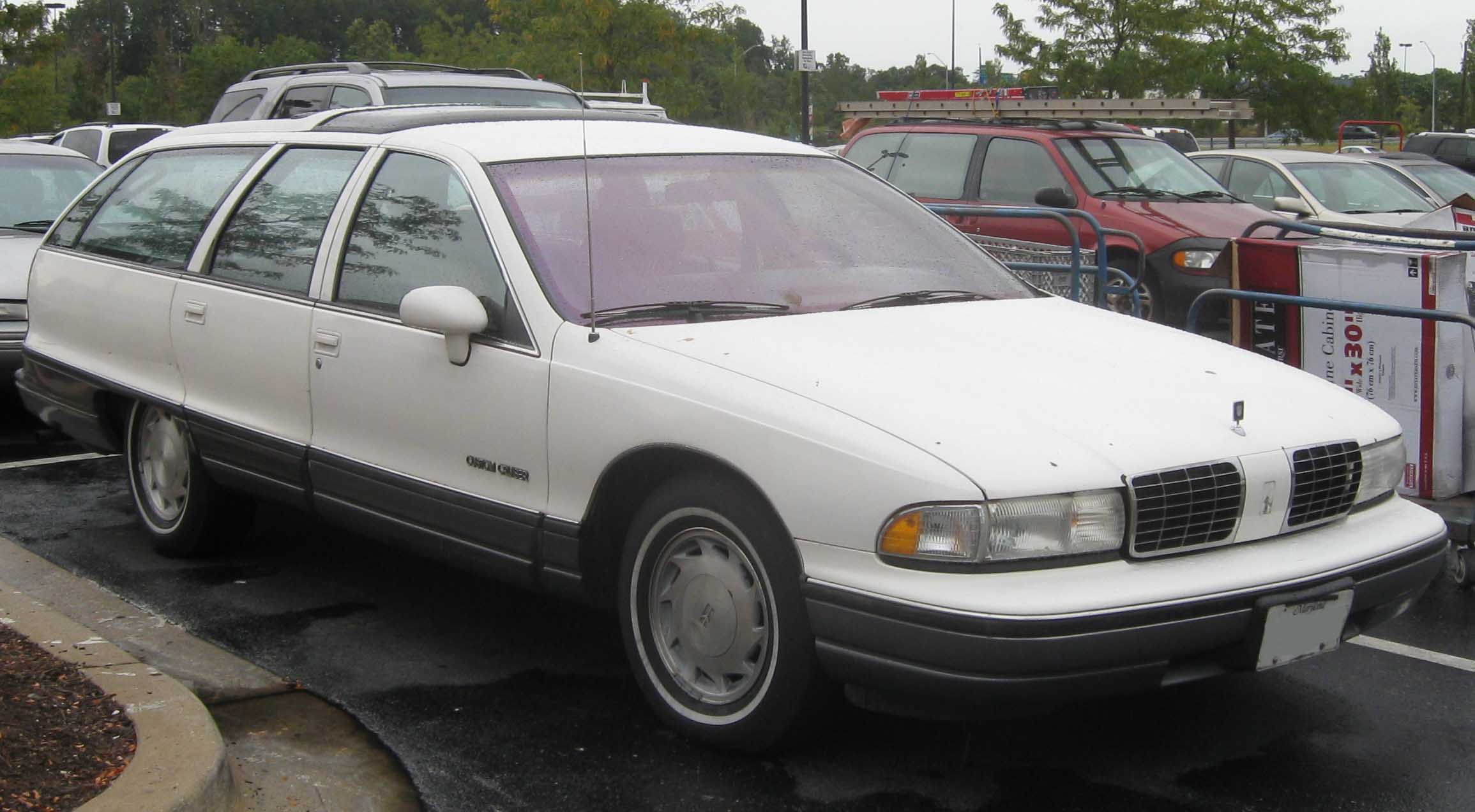

اولدزموبیل کاستم کرویزر (Oldsmobile Custom Cruiser) خودرویی است که در سال‌های ۱۹۷۱ تا ۱۹۹۲تولید شده‌است. 
این خودرو در کلاس خودرو سایز بزرگ قرار گرفته، طراحی آن خودروهای موتور جلو-محور عقب بوده است. 